# Leo Østigård
Leo Østigård, né le 28 novembre 1999 à Åndalsnes (Norvège), est un footballeur international norvégien qui évolue au poste de défenseur central au Genoa CFC, en prêt du Stade rennais FC.

## Biographie

### En club

#### Molde FK
Né à Åndalsnes en Norvège, Leo Østigård est formé au Molde FK, qui lui permet de faire ses débuts en professionnel. Il joue son premier match le 4 juin 2017, lors d'une rencontre de championnat face au Sarpsborg 08 FF où il entre en jeu à la place de Sander Svendsen. Son équipe s'incline sur le score de un but à zéro ce jour-là. Le 12 mars 2018, il est prêté au Viking Stavanger.

#### Brighton & Hove Albion
Le 8 août 2018, il paraphe un contrat de trois ans avec Brighton & Hove Albion.

##### Prêt au FC St. Pauli
Le 18 juillet 2019, Leo Østigård est prêté au FC Sankt Pauli, qui évolue en deuxième division allemande. Il joue son premier match sous ses nouvelles couleurs le 31 août 2019 contre le SG Dynamo Dresde, en championnat (3-3).

##### Prêt à Coventry City
Le 27 août 2020, Leo Østigård est prêté à Coventry City, club venant tout juste d'être promu en Championship. Il joue son premier match dès le 12 septembre 2020, lors de la première journée de la saison 2020-2021 contre Bristol City. Il est titulaire lors de cette rencontre perdue par son équipe (2-1).

#### SSC Naples
Le 18 juillet 2022, Leo Østigård signe au SSC Napoli pour quatre saisons et pour un montant estimé à 5 millions d'euros. Il arrive pour compenser le départ d'Axel Tuanzebe, et opte pour le no 55.
Le 26 octobre 2022, il inscrit son premier but pour le SSC Napoli à l'occasion d'un match de Ligue des champions contre le Rangers FC. Titularisé, il participe à la victoire de son équipe par trois buts à zéro.

#### Stade rennais FC
Le 30 juillet 2024, Leo Østigård quitte le SSC Napoli et s'engage en faveur du Stade rennais FC en paraphant un contrat de trois ans, soit jusqu'en juin 2027,. Le transfert est estimé à 7 millions d'euros,,.
Le 18 août 2024, il dispute son premier match officiel avec les Rouge & Noir face à l'Olympique lyonnais (victoire, 3-0) .
Le 1er septembre 2024, il inscrit son premier but sous ses nouvelles couleurs face au Stade de Reims lors d'une défaite 2-1 des siens.

##### Prêt au TSG Hoffenheim
Le 3 février 2025, lors du mercato hivernal, Leo Østigård est prêté sans option d'achat au TSG Hoffenheim jusqu'à la fin de la saison,.

##### Prêt au Genoa CFC
Le 29 juillet 2025, Leo Østigård est prêté avec option d'achat au Genoa CFC pour une durée d'un an,. Son prêt comporte une obligation d'achat sous certaines conditions. Le montant de l'option d'achat est estimé à 8 millions d'euros,.

### En sélection nationale

#### Avec les jeunes
Avec les moins de 19 ans, il participe au championnat d'Europe des moins de 19 ans en 2018. Lors de cette compétition organisée en Finlande, il officie comme capitaine et joue quatre matchs.
Avec les moins de 20 ans, il participe à la Coupe du monde des moins de 20 ans en 2019. Lors du mondial junior organisé en Pologne, il joue trois matchs en tant que titulaire, en officie toujours comme capitaine de l'équipe. Il se met en évidence lors de la rencontre remportée douze à zéro face au Honduras, où il inscrit un but. Avec un bilan d'une seule victoire et deux défaites, la Norvège ne parvient pas à s'extirper de la phase de groupe.
Le 16 octobre 2018, il reçoit sa première sélection avec les espoirs, lors d'une rencontre face à l'Azerbaïdjan rentrant dans le cadre des éliminatoires de l'Euro espoirs 2019. Østigård se met immédiatement en évidence en inscrivant un but, permettant à son équipe d'obtenir le match nul (1-1). Par la suite, le 10 septembre 2019, il marque son deuxième but avec les espoirs, lors d'une rencontre amicale face à la Hongrie, permettant à son équipe de l'emporter 0-3.

#### Avec les A
En octobre 2020, Leo Østigård est retenu pour la première fois par le sélectionneur de l'équipe nationale de Norvège, Lars Lagerbäck pour les matchs face à la Serbie et la Roumanie. Toutefois, il reste sur le banc des remplaçants sans entrer en jeu durant ce rassemblement.
Le 17 novembre 2022, il inscrit son premier but en sélection, à l'occasion de sa huitième apparition avec l'équipe de Norvège, lors d'un match amical contre l'Irlande. Titulaire ce jour-là, le défenseur ouvre le score de la tête sur un service de Martin Ødegaard, et son équipe s'impose par deux buts à un,.

## Statistiques

### En club
| Saison                | Club                   | Championnat           | Championnat | Championnat | Championnat | Coupe(s) nationale(s) | Coupe(s) nationale(s) | Coupe(s) nationale(s) | Supercoupe | Supercoupe | Supercoupe | Compétition(s) continentale(s) | Compétition(s) continentale(s) | Compétition(s) continentale(s) | Compétition(s) continentale(s) | Total | Total | Total |
| Saison                | Club                   | Division              | M.          | B.          | P.d.        | M.                    | B.                    | P.d.                  | M.         | B.         | P.d.       | Comp.                          | M.                             | B.                             | P.d.                           | M.    | B.    | P.d.  |
| 2017                  | Molde FK               | Eliteserien           | 1           | 0           | 0           | -                     | -                     | -                     | -          | -          | -          | -                              | -                              | -                              | -                              | 1     | 0     | 0     |
| 2018                  | Viking FK (prêt)       | Eliteserien           | 11          | 0           | 0           | 2                     | 0                     | 0                     | -          | -          | -          | -                              | -                              | -                              | -                              | 13    | 0     | 0     |
| 2018-2019             | Brighton & Hove Albion | Premier League        | -           | -           | -           | 0                     | 0                     | 0                     | -          | -          | -          | -                              | -                              | -                              | -                              | 0     | 0     | 0     |
| 2019-2020             | FC St. Pauli (prêt)    | 2.Bundesliga          | 28          | 1           | 0           | 1                     | 0                     | 0                     | -          | -          | -          | -                              | -                              | -                              | -                              | 29    | 1     | 0     |
| 2020-2021             | Coventry City (prêt)   | Championship          | 39          | 3           | 2           | 1                     | 0                     | 0                     | -          | -          | -          | -                              | -                              | -                              | -                              | 40    | 3     | 2     |
| 2021-2022             | Stoke City (prêt)      | Championship          | 13          | 1           | 0           | 2                     | 0                     | 0                     | -          | -          | -          | -                              | -                              | -                              | -                              | 15    | 1     | 0     |
| 2021-2022             | Genoa CFC (prêt)       | Serie A               | 14          | 0           | 0           | 1                     | 1                     | 0                     | -          | -          | -          | -                              | -                              | -                              | -                              | 15    | 1     | 0     |
| 2022-2023             | SSC Naples             | Serie A               | 7           | 0           | 0           | 1                     | 0                     | 0                     | -          | -          | -          | C1                             | 3                              | 1                              | 0                              | 11    | 1     | 0     |
| 2023-2024             | SSC Naples             | Serie A               | 25          | 1           | 0           | 1                     | 0                     | 0                     | 2          | 0          | 0          | C1                             | 4                              | 1                              | 0                              | 32    | 2     | 0     |
| Sous-total            | Sous-total             | Sous-total            | 32          | 1           | 0           | 2                     | 0                     | 0                     | 2          | 0          | 0          | -                              | 7                              | 2                              | 0                              | 43    | 3     | 0     |
| 2024-2025             | Stade rennais FC       | Ligue 1               | 16          | 1           | 0           | 2                     | 0                     | 0                     | -          | -          | -          | -                              | -                              | -                              | -                              | 18    | 1     | 0     |
| 2024-2025             | TSG Hoffenheim (prêt)  | Bundesliga            | 11          | 0           | 0           | 0                     | 0                     | 0                     | -          | -          | -          | -                              | -                              | -                              | -                              | 11    | 0     | 0     |
| 2025-2026             | Genoa CFC (prêt)       | Serie A               | 0           | 0           | 0           | 0                     | 0                     | 0                     | -          | -          | -          | -                              | -                              | -                              | -                              | 0     | 0     | 0     |
| Total sur la carrière | Total sur la carrière  | Total sur la carrière | 165         | 7           | 2           | 11                    | 1                     | 0                     | 2          | 0          | 0          | -                              | 7                              | 2                              | 0                              | 185   | 10    | 2     |

### En sélection nationale
| Années                | Sélection             | Phases finales        | Phases finales | Phases finales | Phases finales | Éliminatoires | Éliminatoires | Éliminatoires | Éliminatoires | Amicaux | Amicaux | Amicaux | Autres compétitions | Autres compétitions | Autres compétitions | Autres compétitions | Total | Total | Total |
| Années                | Sélection             | Comp.                 | M.             | B.             | P.d.           | Comp.         | M.            | B.            | P.d.          | M.      | B.      | P.d.    | Comp.               | M.                  | B.                  | P.d.                | M.    | B.    | P.d.  |
| --------------------- | --------------------- | --------------------- | -------------- | -------------- | -------------- | ------------- | ------------- | ------------- | ------------- | ------- | ------- | ------- | ------------------- | ------------------- | ------------------- | ------------------- | ----- | ----- | ----- |
| 2020                  | Norvège               | -                     | -              | -              | -              | -             | -             | -             | -             | -       | -       | -       | LdN                 | 0                   | 0                   | 0                   | 0     | 0     | 0     |
| 2021                  | Norvège               | Euro 2020             | -              | -              | -              | CdM 2022      | 0             | 0             | 0             | -       | -       | -       | -                   | -                   | -                   | -                   | 0     | 0     | 0     |
| 2022                  | Norvège               | Coupe du monde 2022   | -              | -              | -              | -             | -             | -             | -             | 3       | 1       | 0       | LdN                 | 6                   | 0                   | 0                   | 9     | 1     | 0     |
| 2023                  | Norvège               | -                     | -              | -              | -              | Euro 2024     | 8             | 0             | 0             | 2       | 0       | 0       | -                   | -                   | -                   | -                   | 10    | 0     | 0     |
| 2024                  | Norvège               | Euro 2024             | -              | -              | -              | -             | -             | -             | -             | 4       | 0       | 0       | LdN                 | 5                   | 0                   | 0                   | 9     | 0     | 0     |
| Total sur la carrière | Total sur la carrière | Total sur la carrière | 0              | 0              | 0              | -             | 8             | 0             | 0             | 9       | 1       | 0       | -                   | 11                  | 0                   | 0                   | 28    | 1     | 0     |

Le tableau suivant liste les rencontres de l'équipe de Norvège dans lesquelles Leo Østigård a été sélectionné depuis le 25 mars 2022 jusqu'à présent :

## Palmarès

### En club
| SSC Napoli (1)                                                                     |
| ---------------------------------------------------------------------------------- |
| - Serie A (1) : - Champion : 2023. - Supercoupe d'Italie (0) : - Finaliste : 2023. |